# Торфовище Білогорща
Торфо́вище Білого́рща — ландшафтний заказник місцевого значення в Україні, розташовується у Залізничному районі міста Львова, при північних околицях місцевостей Білогорща та Левандівка, на землях Львівської міської ради (58,8 га) та Зимноводівської сільської ради (33,2 га).
Територія торфовища розташована в північно-східній частині Білогорсько-Мальчицької прохідної долини водно-льодовикового походження та відокремлює Розточчя від Львівського плато і з'єднує Львівську улоговину та долину річки Полтви з широтним відрізком долини річки Верещиці. За районуванням боліт України торфовище належить до торфово-болотної області Малого Полісся з Розточчям. 
Площа 92 га. Статус надано згідно з рішенням сесії Львівської обласної ради 29 жовтня 2019 року. 
Створений з метою збереження унікальних торфово-болотних природних комплексів у верхів'ях Білогірського потоку (права притока річки Зимна Вода) з найглибшим у регіоні заляганням покладів торфу (до початку промислових торфорозробок у 1950-х роках) становила 7,25 метри. Через територію заказника проходить Головний європейський вододіл. 
Тут зростає 42 види рідкісних рослин та зафіксовані місця поширення 25 видів тварин, частина якої занесена до Червоної книги України: комахи (мінливець великий, перлівець Евномія, прочанок памфіл, синявець Аргирогномон, джміль моховий), земноводні і плазуни (кумка червоночерева, тритон гребінчастий, болотна черепаха європейська), птахи (деркач лучний, синьошийка, грицик, кобилочка солов'їна, кобилочка-цвіркун, сорокопуд терновий, очеретянка велика). Із ссавців тут трапляються вухань звичайний, вечірниця дозірна, нетопир, лилик двоколірний, горностай, тхір лісовий, вовчок сірий, ліскулька, білозубка.